# Diego (football, 1985)
Pour les articles homonymes, voir Diego.
Diego Ribas da Cunha, plus connu sous le nom de Diego, né le 28 février 1985 à Ribeirão Preto, est un footballeur international brésilien. Il occupe le poste de milieu de terrain offensif avec Flamengo.
Il a remporté deux Copa América, une coupe intercontinentale et une médaille de bronze aux Jeux olympiques d'été de 2008.

## Biographie

### Formé et révélé au pays
Formé dès l'âge de six ans au Comercial Futebol Clube de Ribeirão Preto, Diego est invité trois ans plus tard par Marivaldo Campos Degan, le président du Clube Atlético Paulistinha, pour participer à des tournois en Argentine et au Chili. Ravi par cette expérience, il décide à partir de cette date de s'investir totalement dans le football, et s'inscrit à plusieurs stages pour s'aguerrir et se faire remarquer par un bon club.
À onze ans, sollicité par plusieurs clubs, Diego choisit de rester dans l'état de São Paulo et signe au Santos Futebol Clube, l'une des meilleures équipes du pays. Éloigné de sa famille, il éprouve des difficultés à s'intégrer et à montrer ses qualités, et pense même à abandonner. Mais poussé par ses parents et son entraîneur Eduardo Jenner, il décide de continuer sa formation. En 2001, à seize ans, il intègre l'équipe professionnelle, dirigée par Celso Roth. Pour sa première saison à Santos, Diego dispute vingt-deux matches et marque huit buts.
C'est dans ce club que Diego se fait remarquer, après avoir remporté à seize ans le tournoi Rio-São Paulo. La même année, il gagne le championnat du Brésil, formant un duo talentueux avec Robinho. La saison suivante, Diego manque de rejoindre Tottenham, mais son transfert est annulé dans les dernières minutes du mercato par le président de Santos.
Le 30 avril 2003, il fait ses débuts avec le Brésil, contre le Mexique en match amical à Guadalajara (match nul 0-0).
Il est aussi appelé pour disputer avec l'équipe nationale la Copa América de 2004, où il se distingue grâce à ses bonnes performances, conclues par un tir au but victorieux en finale face à l'Argentine.
Avec Santos, Diego dispute cent-trente-trois matches et marque trente-huit buts.

### Passage manqué à Porto
Diego rejoint le club portugais du FC Porto en juillet 2004, mais il n'y trouve pas sa place et n'est pas souvent titularisé par Co Adriaanse. C'est notamment pour cela que Diego ne figure pas dans le groupe brésilien appelé a disputer la Coupe du monde 2006.
Au Portugal, il découvre la Ligue des champions sous les couleurs du tenant du titre. Son équipe rejoint un groupe composé de Chelsea, le PSG et le CSKA Moscou. Elle atteindra les huitièmes de finale, où elle chutera face à l'Inter Milan et échouera à la deuxième place du championnat.

### L'explosion au Werder
En mai 2006, Diego signe un contrat le liant au Werder Brême jusqu'en 2010, pour la somme de six millions d'euros. Il arrive à Brême en juillet, et participe, pour son premier match, à la finale de la Coupe de la Ligue face au Bayern Munich. C'est ce jour, le 5 août, que Diego remporte son premier titre avec sa nouvelle équipe (victoire 2-0).
Diego débute parfaitement la saison 2006-07, en inscrivant le premier but de son équipe en Bundesliga lors du déplacement à Hanovre (victoire 4-2). Le match suivant est du même niveau, et se solde par une victoire de Brême 2-1 face au Bayer Leverkusen.
Grâce à ses superbes performances, Diego est nommé meilleur joueur du mois d'août. Il écœure ses adversaires par sa technique, et devient indispensable dans le jeu brêmois, tout comme son coéquipier Torsten Frings. À eux deux, ils forment le meilleur milieu de terrain en Allemagne, et permettent au club de monter sur la première marche du classement. Il est ensuite nommé meilleur joueur du mois d'octobre, puis du mois de décembre, et enfin meilleur joueur de la première partie de saison.

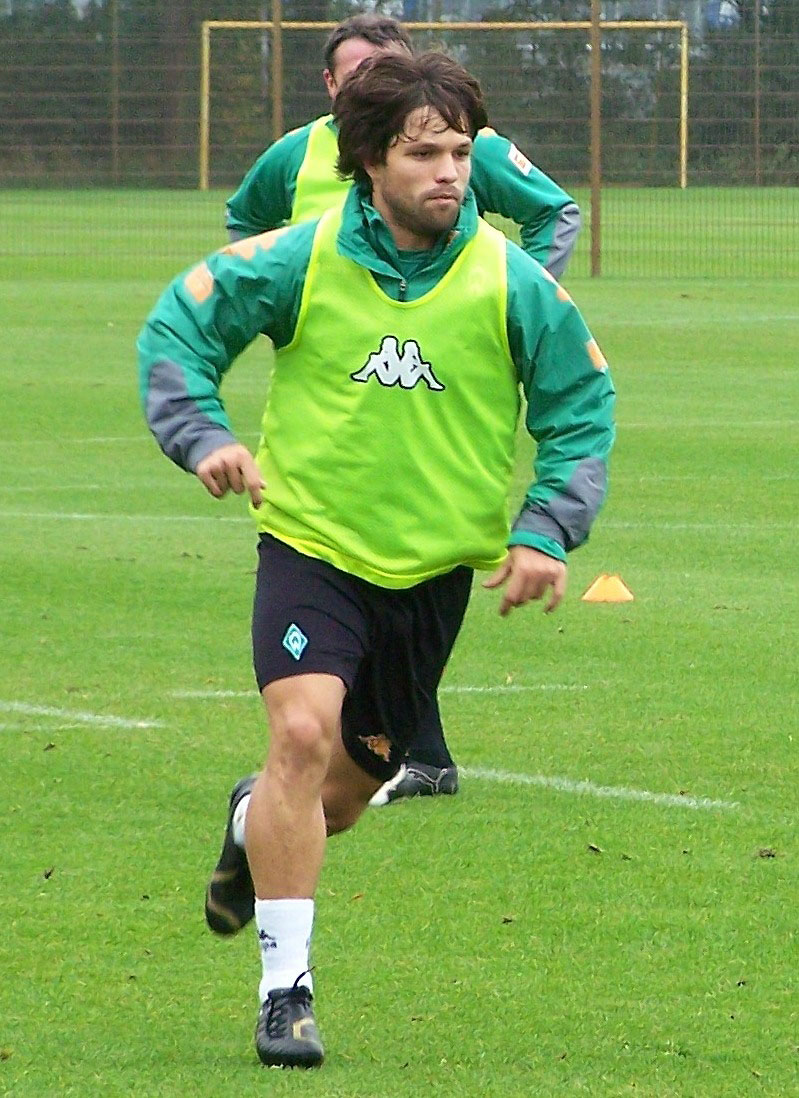
Diego à l'entraînement, avec le Werder.

Fort de « ses titres » obtenus avec le club allemand, Diego est de nouveau appelé par l'équipe du Brésil en novembre, qui dispute un match amical face à la Suisse.
Après la trêve hivernale, Diego « s'éteint » quelque peu, tout comme son équipe en Ligue des Champions. Mais il retrouve son jeu lors du quart de finale retour de Coupe UEFA, qui l'oppose à l'AZ Alkmaar. Lors de ce match, Diego délivre deux passes décisives, l'une à Tim Borowski et l'autre à Miroslav Klose, et inscrit un but en fin de partie. Le 15 avril, Diego retrouve le chemin des filets en championnat, avec un but sur coup franc face au Borussia Dortmund, qui porte le score à 2-0.

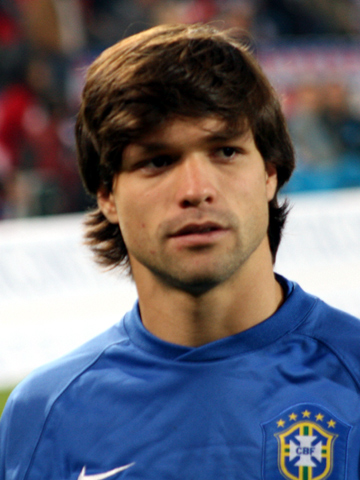
Diego avec le Brésil.

Cinq jours plus tard, et face à Aix-la-Chapelle, il marque un but exceptionnel des 62 mètres, et permet à son équipe de passer la barre des 60 points.
En avril 2007, le Real Madrid souhaite s'entretenir avec le joueur, mais Klaus Allofs, le manager du Werder, refuse toute négociation. Diego annonce par la suite son souhait de rester au club : « Je suis très heureux ici à Brême, et en ce moment je vis les plus beaux moments de ma carrière ». Malgré la 3e place obtenue par son équipe, Diego est sacré par les journalistes allemands meilleur joueur de la saison avec un peu plus de 50 %, devançant Theofánis Ghékas et Mario Gómez. On parle de lui au Bayern Munich pour combler le vide du milieu de terrain laissé par Michael Ballack. Finalement, il décide de prolonger son contrat avec Brême jusqu'en 2011.
La saison suivante est tout aussi prolifique pour le génial joueur brésilien. Avec Franck Ribéry, il fait partie des deux meilleurs milieux de terrain de Bundesliga. Il devient le leader de l'équipe, à la suite des absences conjuguées de Torsten Frings et de Tim Borowski. Il est de nouveau élu « Joueur du mois » (en septembre). En Ligue des Champions, il marque toutes les rencontres de son empreinte, comme face au Real Madrid de Bernd Schuster, qui était déjà intéressé par son profil lors du mercato d'été 2007. Il continue sa marche en avant tout au long de la saison, synonyme de celle de son club. En championnat, le Werder finit la saison à la 3e place, synonyme une nouvelle fois de Ligue des Champions. Cette qualification permet au club de retenir sa pépite brésilienne, convoitée par les plus grands clubs européens.
Durant le mois d'août 2008, Diego participe aux Jeux olympiques avec le Brésil, bien que son club ait refusé de le laisser partir. Faisant figure « d'ancien » dans le groupe brésilien, il dispute tous les matches de son équipe, et inscrit deux buts contre la Chine et lors de la petite-finale face à la Belgique.

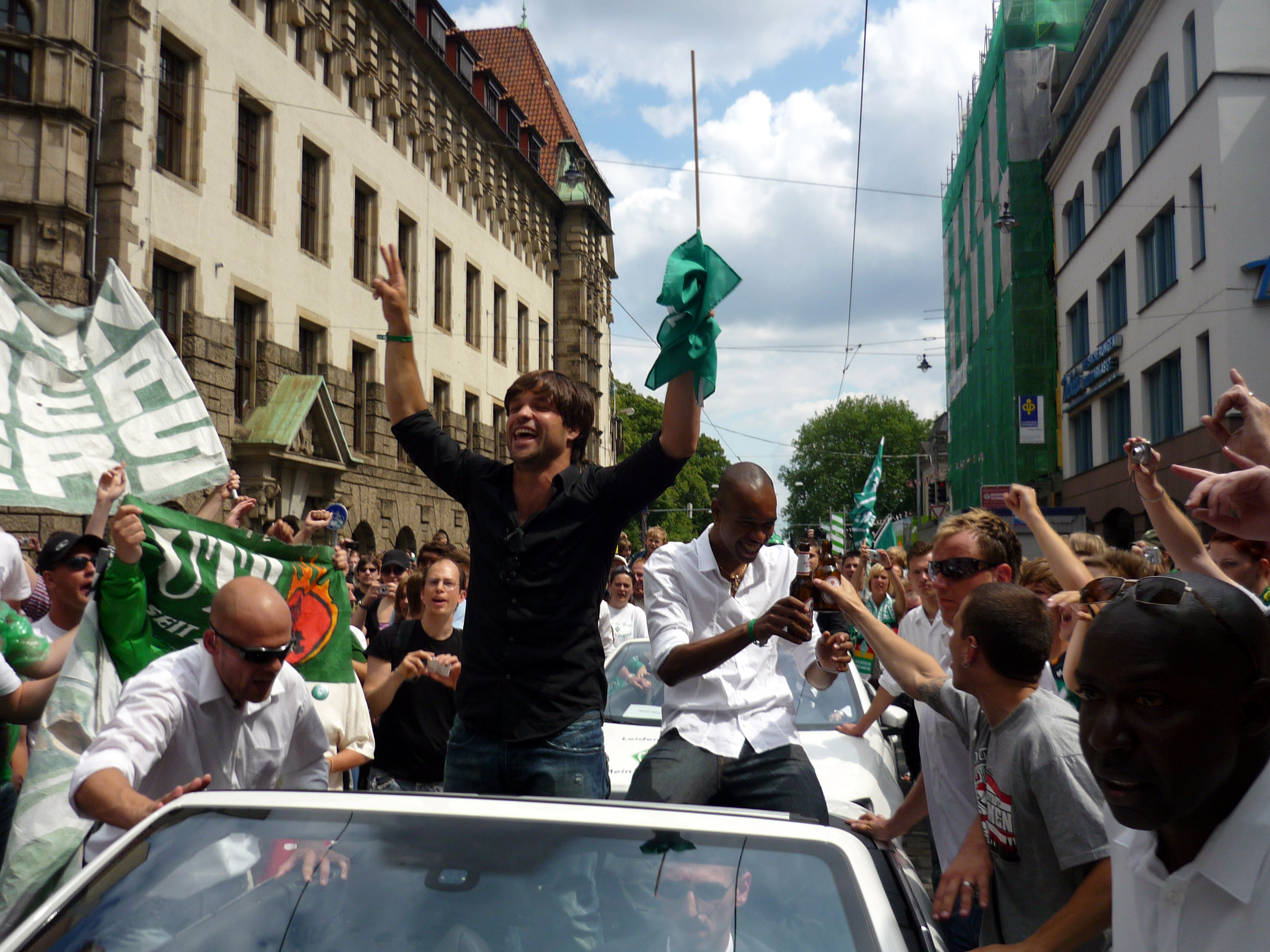
Diego avec Naldo, célébrant leur victoire en coupe.

Pour la saison 2008-2009, Diego et le Werder démarrent timidement. À la traîne en championnat, le club allemand déçoit en Ligue des Champions, et accroche sur le fil la 3e place d'un groupe pourtant à sa portée. Cette mauvaise période est liée à la baisse de régime du joueur. À l'hiver 2008, les rumeurs de transfert s'amplifient donc. La Juventus s'invite dans la course pour arracher le joueur au Werder, profitant de la mauvaise première partie de saison des Brêmois pour pouvoir l'engager. Toujours aussi décisif avec Brême, Diego annonce cependant vouloir rester au Werder la saison prochaine, malgré le mauvais classement de son club en championnat, mais son bon parcours en Coupe d'Allemagne et d'Europe. Perturbé par les rumeurs et tout l'agitation créé autour de lui, Diego ne parvient plus à développer son jeu, et par conséquent celui du Werder. Largué en Bundesliga, le Werder ne peut compter que sur les coupes pour sauver sa saison. Après s'être qualifié pour la finale de la DFB-Pokal, le Werder parvient à retourner la situation en Coupe UEFA grâce à son meneur de jeu. Mais lors de cette manche retour décisive, Diego reçoit bêtement un carton jaune, qui le prive de la finale. Ne pouvant faire ses adieux sur la scène européenne, quittée sur une ultime défaite contre le Chakhtar Donetsk, Diego profite de la finale de la Coupe d'Allemagne pour saluer une dernière fois les supporters brêmois, et leur offrir avec une passe décisive délivrée à Mesut Özil, son futur successeur, le seul titre de l'année et la qualification pour la Ligue Europa, unique satisfaction de la saison.
Peu de temps auparavant, il avait signé à la Juventus pour cinq ans, la transaction s'élevant à 24 millions d'euros.

### Désillusion à la Juventus

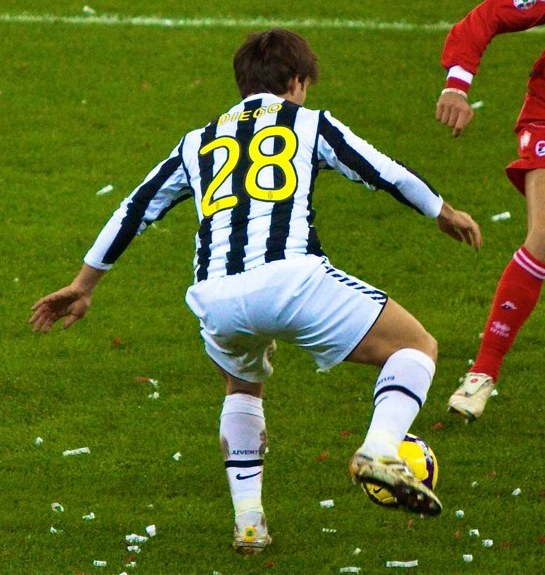
Le 12 décembre 2009, contre Bari.

La Juve achète Diego pour en faire son joueur central, un numéro 10 comme l'a été Zidane. Le 28 juillet 2009, Diego est titularisé pour la première fois sous le maillot de la Juventus. Portant le numéro 28, il marque son premier but avec la Vieille Dame contre Seongnam en Peace Cup. Après une bonne première rencontre de Calcio où il finira passeur décisif lors de la victoire du club bianconero un but à zéro à domicile face au Chievo Vérone, il fait parler son talent lors de la deuxième journée de Serie A sur le terrain de l'AS Roma en réalisant un doublé, lors de la victoire 3-1 de son club. Après ce début de saison la Juventus croyait avoir trouvé le successeur de Nedved. Pourtant, Diego se blesse à la cuisse droite contre la Lazio, et c'est en quelque sorte le début de la fin. Il se montre plus irrégulier et ne montre pas le talent qui était le sien au Werder. À l'image de la Vieille Dame, qui est très irrégulière, et qui n'exploite que par à-coups son potentiel. En plus de cela, Diego participe à la déroute de la Juventus en Ligue des Champions, qui se fait éliminer dès la phase de poules (ce qui ne lui était plus arrivé depuis 2000) par le Bayern Munich, se faisant par la même occasion humilier sur son propre terrain, et encaissant sa plus grande défaite à domicile (1-4) de toute son histoire dans cette compétition. Les débuts de Diego à la Juve restent donc somme toute mitigés, comme Zidane qui a connu un temps d'adaptation avant d'exploser.

### Retour en Allemagne
Le 27 août 2010, il signe un contrat de quatre ans avec le club allemand de Wolfsburg. Le montant du transfert atteindrait les quinze millions d'euros, plus quelques bonus selon les résultats du club et en cas de qualification pour la Ligue des Champions.

### Le transfert en Espagne
Diego est prêté en toute fin du mercato estival 2011 vers l'Atlético de Madrid.
Fin janvier 2014, il y est de nouveau prêté. Le 1er avril 2014, Diego marque le seul but de son équipe contre le FC Barcelone en quart de finale aller de la Ligue des champions au Camp Nou. Le 10 juillet, il s'engage en faveur de Fenerbahce pour un contrat de 3 ans.

### Arrivée en Turquie
Après six mois à l'Atlético de Madrid, Diego rejoint le club turc de Fenerbahçe le 10 juillet 2014. À l'occasion de son premier match amical sous ses nouvelles couleurs, il délivre une passe décisive (victoire 1-0). Le brésilien connaît une première saison très mitigée, ne s'illustrant qu'en Coupe de Turquie où il inscrit deux buts. Rarement titularisé en championnat, Diego ne parvient pas à se faire une place au sein de l'effectif et, pour ses rares apparitions, il ne se montre pas décisif. Pour ses 21 premiers matchs de championnat, il ne marque aucun but, ayant seulement 3 passes décisives à son actif. Il brise la glace avec les supporters turcs, qui le trouvent trop insuffisant pour être le successeur du génie Alex, en réalisant une excellente prestation face à Balikesirspor pour le compte de la 29e journée : tout d'abord, il offre la passe décisive d'une magnifique talonnade à Caner Erkin qui inscrit le premier but du match, puis il égalise lui-même quand son équipe est menée 2-1. Il offre pour finir la passe décisive à Moussa Sow qui égalise une nouvelle fois quand le Fener est de nouveau mené 3-2. Diego et les siens remportent finalement le match, sur un score de 4-3 avec un nouveau but de Sow. La semaine suivante, il marque une nouvelle fois et contribue à la victoire de son équipe 3-2 face à Sivasspor.

### La renaissance au Flamengo
De retour au pays, après avoir signé avec Flamengo en 2016, il est convoqué pour disputer les matches éliminatoires à la Coupe du monde 2018 de la Seleçao, neuf ans après sa dernière sélection, mais n'est pas convoqué par Tite pour disputer la Coupe du monde 2018.
En 2019, sous les ordres de Jorge Jesus, il remporte la Copa Libertadores, puis échoue en finale de la Coupe du monde des clubs face au Liverpool FC de Jürgen Klopp.

## Palmarès

### Collectif
En club
- Santos FC (2)
  - Champion du Brésil : 2002 et 2004
  - Finaliste de la Copa Libertadores : 2003
  - Vice-champion du Brésil : 2003
- FC Porto (3)
  - Champion du Portugal : 2006
  - Vainqueur de la Coupe intercontinentale : 2004
  - Vainqueur de la Supercoupe du Portugal : 2004
  - Vice-champion du Portugal : 2005
- Werder Brême (2)
  - Vainqueur de la Coupe d'Allemagne : 2009
  - Vainqueur de la Coupe de la Ligue d'Allemagne : 2006
  - Vice-champion d'Allemagne : 2008
- Atlético de Madrid (2)
  - Champion d'Espagne : 2014
  - Vainqueur de la Ligue Europa : 2012
  - Finaliste de la Ligue des champions : 2014
- CR Flamengo (11)
  - Champion du Brésil : 2019 et 2020
  - Vainqueur de la Copa Libertadores : 2019 et 2022
  - Vainqueur de la Recopa Sudamericana : 2020
  - Vainqueur de la Coupe du Brésil : 2022
  - Vainqueur de la Supercoupe du Brésil 2020 et 2021
  - Vainqueur du championnat de l'Etat de Rio : 2019, 2020 et 2021
  - Finaliste de la Coupe du monde des clubs : 2019
  - Finaliste de la Copa Libertadores : 2021
  - Vice-champion du Brésil : 2018 et 2021
  - Finaliste de la Copa Sudamericana : 2017
  - Finaliste de la Coupe du Brésil: 2017
  - Finaliste de  la Supercoupe du Brésil : 2022

En sélection
- Champion d'Amérique du Sud des moins de 17 ans : 2001
- Vainqueur du Tournoi de Toulon : 2002
- Vainqueur de la Copa América : 2004 et 2007
- Médaille de Bronze aux Jeux olympiques : 2008

### Individuel
- Meilleur joueur de la saison en Bundesliga : 2007
- Meilleur passeur de la Ligue Europa 2012